# تیم ملی فوتبال زنان کلمبیا
تیم ملی فوتبال زنان کلمبیا (به اسپانیایی: Selección femenina de fútbol de Colombia) نماینده فوتبال زنان کلمبیا در ردهٔ ملی است. این تیم زیر نظر فدراسیون فوتبال کلمبیا اداره می‌شود و یکی از اعضای کونمبول است. این تیم همکنون در ردهٔ ۲۵ام فیفا قرار دارد و دوبار موفق به حضور در جام جهانی در سالهای ۲۰۱۱ و ۲۰۱۵ شده‌است.
تیم ملی فوتبال زنان کلمبیا یکی از تیمهای ملی است که دارای رده بالای فیفا بیین تیمهای آمریکای جنوبی است و سومین تیم بین تیمهای این قاره در کنار آرژانتین و برزیل است که موفق به حضور در جام جهانی فوتبال زنان و المپیک شده‌است. تیم ملی فوتبال زنان کلمبیا نخستین تیم در بین تیمهای اسپانیایی زبان بود که توانست از مرحلهٔ گروهی رقابتهای جام جهانی فوتبال زنان (در سال ۲۰۱۵) به مرحله حذفی یکشانزدهم صعود کند. تیم ملی فوتبال زنان کلمبیا از سال ۱۹۹۸ به بعد در تمامی دوره‌های کوپا آمریکا شرکت داشته‌است و در سالهای ۲۰۱۰ و ۲۰۱۴ نایب قهرمان این رقابتها شده‌است.